# 가격 기구
가격 기구(價格機構, price mechanism)는 수요와 공급의 기능에 의하여 모든 재화와 용역의 가격이 결정되고 그 가격에 따라 사회 전체의 경제 활동이 조정되는 일을 가리키는 단어이다. 소득기구에 대하여 가격기구가 문제가 되는 것은 경제적 정체 또는 불황인 때에 가격(상품의 가격 이외에 임금률 이자율을 포함한 것.) 조정기구의 역할이 문제가 되기 때문이다. 가격기구가 유효하게 작용하느냐 않느냐 즉, 가격의 경직성 문제는 케인스 학파 이래의 가장 큰 과제이다.

## 같이 보기
- 가격 신호